# Mariel Hemingway
Mariel Hadley Hemingway, född 22 november 1961 i Mill Valley, Marin County, Kalifornien, är en amerikansk skådespelare.
Mariel Hemingway är barnbarn (sondotter) till Ernest Hemingway och syster till Margaux Hemingway. Hon växte upp i Idaho. Hon filmdebuterade tillsammans med sin äldre syster i Våldtäkten (Lipstick, 1976) och nominerades till en Golden Globe som bästa nykomling. Hon Oscarnominerades för sin biroll i Woody Allens Manhattan (1979) och spelade Dorothy Stratten i Star 80 (1983). Hon har sedan synts i bland annat Stålmannen i kamp för freden (1987), Bad Moon (1996) och The Contender (2000).
Mariel Hemingway är intresserad av yoga och har skrivit självbiografin Finding My Balance: A Memoir with Yoga (2002). Hon har också medverkat i dokumentärfilmen Running from Crazy (2012) om familjen Hemingways historik av mental ohälsa och självmord.

## Filmografi i urval
- 1976 – Våldtäkten
- 1979 – Manhattan
- 1982 – Personal Best
- 1983 – Star 80
- 1985 – Het linje
- 1985 – Creator
- 1987 – Stålmannen i kamp för freden
- 1988 – Sunset
- 1991 – Drömbruden
- 1994 – Nakna pistolen 33⅓: Den slutgiltiga förolämpningen
- 1996 – Bad Moon
- 1997 – Harry bit för bit
- 1999 – Sexmonster
- 2000 – The Contender
- 2010 – Ay Lav Yu
- 2012 – Rise of the Zombies